# Phelsuma robertmertensi
Phelsuma robertmertensi är en ödleart som beskrevs av  Meier 1980. Phelsuma robertmertensi ingår i släktet Phelsuma och familjen geckoödlor. IUCN kategoriserar arten globalt som starkt hotad. Inga underarter finns listade i Catalogue of Life.